# Calolamprodes formosus
Calolamprodes formosus är en kackerlacksart som beskrevs av Anisyutkin 2006. Calolamprodes formosus ingår i släktet Calolamprodes och familjen jättekackerlackor.
Artens utbredningsområde är Thailand. Inga underarter finns listade.